# Czarne Pustkowie
Czarne Pustkowie (dodatkowa nazwa w j. kaszub. Czôrné Pùstkòwié) – osada  w Polsce położona w województwie pomorskim, w powiecie kościerskim, w gminie Kościerzyna. 
Mała osada kaszubska, na Pojezierzu Kaszubskim, położona na północ od otoczonego lasami jeziora Wielkie Długie.

Osada wchodzi w skład sołectwa Wieprznica.
W latach 1975–1998 miejscowość administracyjnie należała do województwa gdańskiego.